# Yrjö Leino
Yrjö Kaarlo Leino, född 28 januari 1897 i Helsingfors, död 28 juni 1961 i Helsingfors, var en finländsk politiker. Leino var Finlands inrikesminister 1946–1948 och tidigare från  1944 biträdande socialminister.

## Biografi
Yrjö Leino växte upp i en arbetarfamilj i Helsingfors. Modern Mandi var fabriksarbeterska, bykerska och strykerska. Fadern Oscar var fiskarson från Åbotrakten och arbetade som garvare. Yrjö Leino utbildade sig 1920-21 till jordbrukslärare och agrolog. 
Leino anslöt sig 1926 till Finlands kommunistiska parti, som medlem nr:355. Han arbetade som redaktionssekreterare för den nystartade tidningen Vapaa Sana (Det fria ordet). Efter kriget utnämndes han först till biträdande socialminister i Paasikivis första regering 1944 och sedan till inrikesminister år 1946 direkt efter nyvalet 1945 , som världens första kommunistiska minister i ett land med parlamentariskt styrelseskick. Han var medlem i Finlands kommunistiska partis (FKP) partistyrelse (centralkommitté) och FKP:s representant i DFFF:s förbundsstyrelse.  Han tvingades avgå 1948 efter att han hade infiltrerat statspolisen med sina anhängare. Samma år hade han under ett besök i Moskva fått misstroendevotum i Moskva av Högsta Sovjet samt sparkats av sina partikamrater i Finlands kommunistiska parti, ett faktum som underlättade hans entledigande.
Yrjö Leino skrev sina memoarer - En kommunist som inrikesminister - 1957-58, men på grund av det känsliga utrikespolitiska läget och relationerna till Sovjetunionen stoppade förlaget boken som redan var tryckt i 12 400 exemplar. Redaktör för boken var Kalevi Sorsa, som blev statsminister i Finland 1972.  Statsminister Fagerholm fick besök av ryska ambassaden som krävde att publiceringen av Leinos bok måste förhindras.  Fagerholm vädjade till förlaget att dra in boken, vilket också skedde den 22 oktober 1958. Hela upplagan arkiverades och brändes efter Leinos död, endast ett fåtal exemplar bevarades. I stället cirkulerade en förkortad version (153 sidor, mot originalets 262) i maskinskriven form i Finland.
Han var gift tre gånger, bland annat med Hertta Kuusinen 1945–1950. Sonen Olle Leino utgav 1973 en biografi över honom - Vem tackar Yrjö Leino?

## Utmärkelser
- Hederstecknet för mänsklig barmhärtighet[5]

[Redigera Wikidata]